# Ernst Steindorff (Historiker)
Ernst Ludwig Hans Steindorff (* 15. Juni 1839 in Flensburg; † 9. April 1895 in Göttingen) war ein deutscher Historiker.
Der Sohn eines Arztes studierte seit 1858 an den Universitäten Kiel, Göttingen und Berlin. 1863 wurde er in Berlin promoviert mit der Dissertation De ducatus, qui Billingorum dicitur, in Saxonia origine et progressu. Steindorff war Sekretär unter der Leitung Karl Friedrich Samwers und zugleich Privatsekretär des Herzogs Friedrich VIII. von Schleswig-Holstein. Nach seiner Entlassung aus dem Dienste des Herzogs kehrte er in Göttingen an die Hochschule zurück. 1866 erhielt er die Venia legendi auf zwei Jahre, im Juni 1868 ohne Zeitbeschränkung. Im Jahr 1877 heiratete er Clara Waitz, die jüngste Tochter seines Lehrers Georg Waitz. Am 26. Juni 1873 wurde Steindorff außerordentlicher, am 18. April 1883 ordentlicher Professor.
Steindorff ist vor allem durch seine in zwei Bänden 1874 und 1881 erschienenen, auf gründlichen Quellenforschungen beruhenden Jahrbücher des Deutschen Reiches unter Heinrich III. bedeutend. Es ist die bis heute umfassendste Untersuchung über Heinrich III. Außerdem verfasste er einige Artikel für die Allgemeine Deutsche Biographie. Die letzten Jahre seines Lebens war er mit der Vorbereitung der Neuausgabe der Dahlmann-Waitz’schen Quellenkunde der Deutschen Geschichte (6. Aufl., 1894) beschäftigt.

## Schriften
- Jahrbücher des Deutschen Reichs unter Heinrich III. 2 Bände, Wissenschaftliche Buchgesellschaft, Darmstadt 1963, ND von 1874 und 1881.
- De ducatus, qui Billingorum dicitur, in Saxonia origine et progressu. Schade, Berlin 1863 (Digitalisat).